# Saltator
Saltator là một chi chim trong họ Thraupidae.
Các loài trong chi này phân bố ở châu Mỹ.

## Các loài
- Saltator albicollis
- Saltator atriceps
- Saltator atripennis
- Saltator aurantiirostris
- Saltator cinctus
- Saltator coerulescens[2]
- Saltator fuliginosus
- Saltator grandis[2]
- Saltator grossus
- Saltator maxillosus
- Saltator maximus
- Saltator nigriceps
- Saltator plumbeus[2]
- Saltator orenocensis
- Saltator similis
- Saltator striatipectus

## Chuyển đi
- Saltator atricollis = Saltatricula atricollis[3] (cùng trong tông Saltatorini).
- "Saltator" rufiventris = Pseudosaltator rufiventris[4][5] (thuộc tông Pipraeideini của phân họ Thraupinae, có quan hệ gần với Dubusia).[3]